# تلویزیون ایندیا تودی
تلویزیون ایندیا تودی (به انگلیسی: India Today (TV channel)) یا تلویزیون هند امروز، یک شبکه تلویزیونی ۲۴ ساعته انگلیسی زبان در نویدا، اوتار پرادش است که اخبار، امور جاری و برنامه‌های کسب و کار در هند را پوشش می‌دهد. این کانال متعلق به شبکهٔ تلویزیونی (تی‌وی تودی TV Today Network) است که بخشی از رسانه‌های پخش زندهٔ هند است